# Ilobu
Ilobu – miasto w Nigerii, w stanie Osun. Według danych szacunkowych na rok 2009 miejscowość liczy 247 840 mieszkańców..
W mieście rozwinął się przemysł bawełniany oraz spożywczy.